# Johann Lucas von Hildebrandt
Johann Lucas von Hildebrandt (Genova, 14 novembre 1668 – Vienna, 16 novembre 1745) è stato un architetto austriaco, attivo soprattutto negli stati asburgici, dove introdusse lo stile rococò.

## Biografia

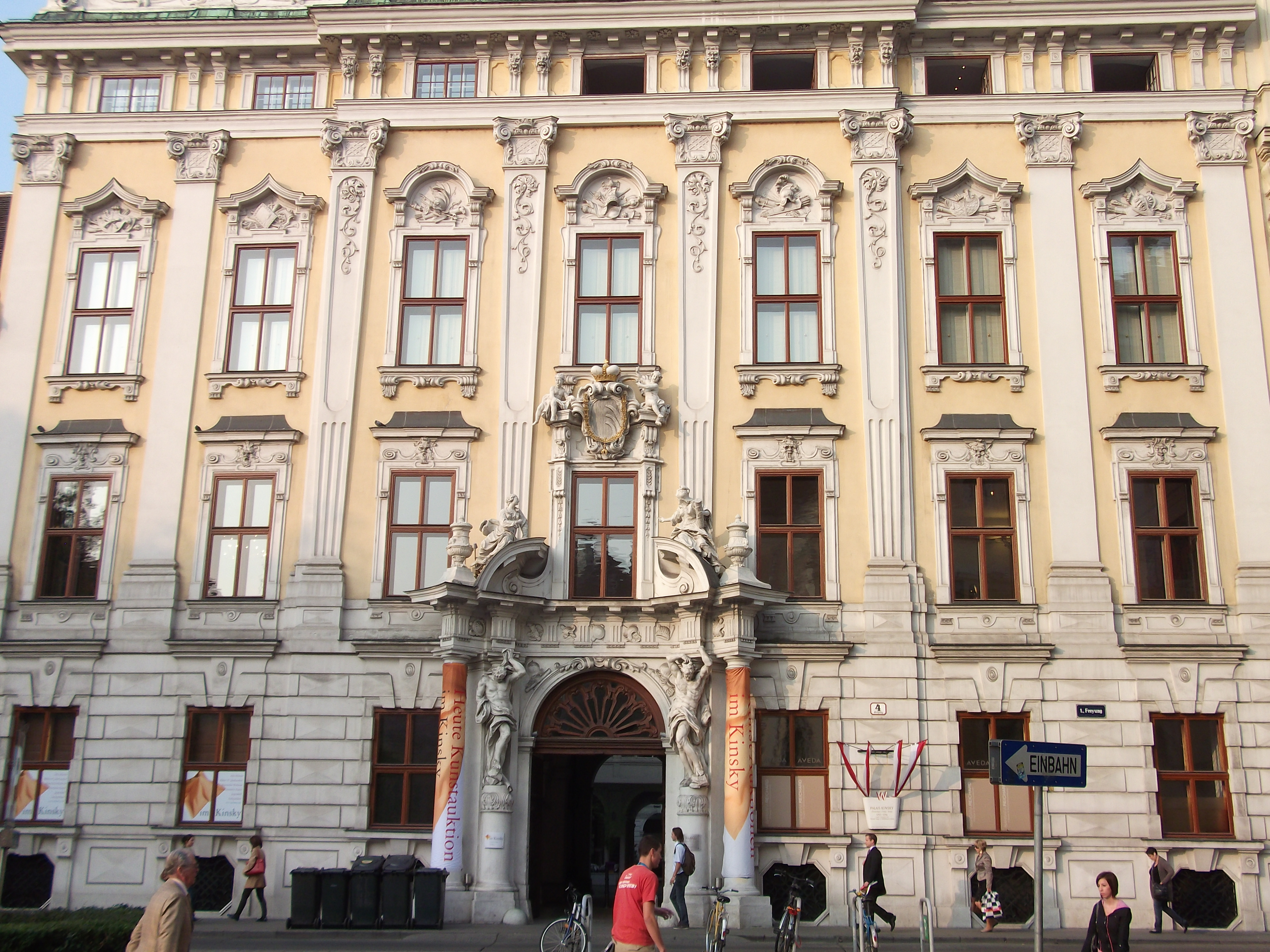
La facciata di Palazzo Kinsky a Vienna.

Figlio di un ufficiale dell'esercito asburgico di stanza a Genova, trascorse la sua giovinezza in Italia, dove fu allievo dell'architetto Carlo Fontana a Roma (attorno al 1690). 
Ingegnere militare, fu al servizio di Eugenio di Savoia ed ebbe modo di conoscere l'opera di Guarino Guarini in Piemonte. Stabilitosi a Vienna nel 1696, vi introdusse lo stile rococò. 
Già nel palazzo Schwarzenberg, iniziato nel 1697, si rivela il gusto dell'architetto verso forme fluttuanti, che lo distinguono dallo stile aulico di Johann Bernhard Fischer von Erlach, cui succedette nel 1723 come soprintendente alle costruzioni imperiali: per il cancelliere dell'Impero, Friedrich Carl von Schönborn, Hildebrandt costruì a Vienna il Gartenpalais (1706 - 1711), per il principe-vescovo Franz Lothar von Schönborn creò lo scenografico scalone del castello di Pommersfelden. 
La sua opera più famosa è il Belvedere di Vienna, costruito ancora per Eugenio di Savoia, composto di due palazzi: il Belvedere inferiore (nella Sala dei marmi, affresco: Trionfo di Apollo di Carlo Innocenzo Carloni) ed il Belvedere superiore (1721 - 1722) (la Sala dei marmi, affreschi: Allegoria del Principe; nella sala del Giardino, Trionfo di Apollo e Aurora, del Carloni), grandiosi per lo svolgimento plastico e l'interpretazione decorativa delle facciate e collegati fra loro da un giardino architettonico all'italiana. 
Si ricordano anche il palazzo Kinsky, a Vienna, decorato con gli affreschi di Carlo Innocenzo Carloni: la Glorificazione di un Eroe, sullo scalone; le Nozze di Amore e Psiche in una sala; il castello di Mirabell a Salisburgo, il complesso architetturale barocco di Granvaradino, al confine con la Transilvania, e le ville-castello ungheresi di Ráckeve (Villa Savoia) e Féltereny, dove è manifesta l'influenza dei modelli francesi. 
Esempi di architettura sacra sono la chiesa di San Lorenzo di Gabel (1706-1711), in Boemia, ispirata alla chiesa di Santa Maria a Lisbona del Guarini (oggi scomparsa); la Peterskirche di Vienna e il progetto di ricostruzione dell'antica abbazia di Göttweig (realizzato solo parzialmente).

## Opere

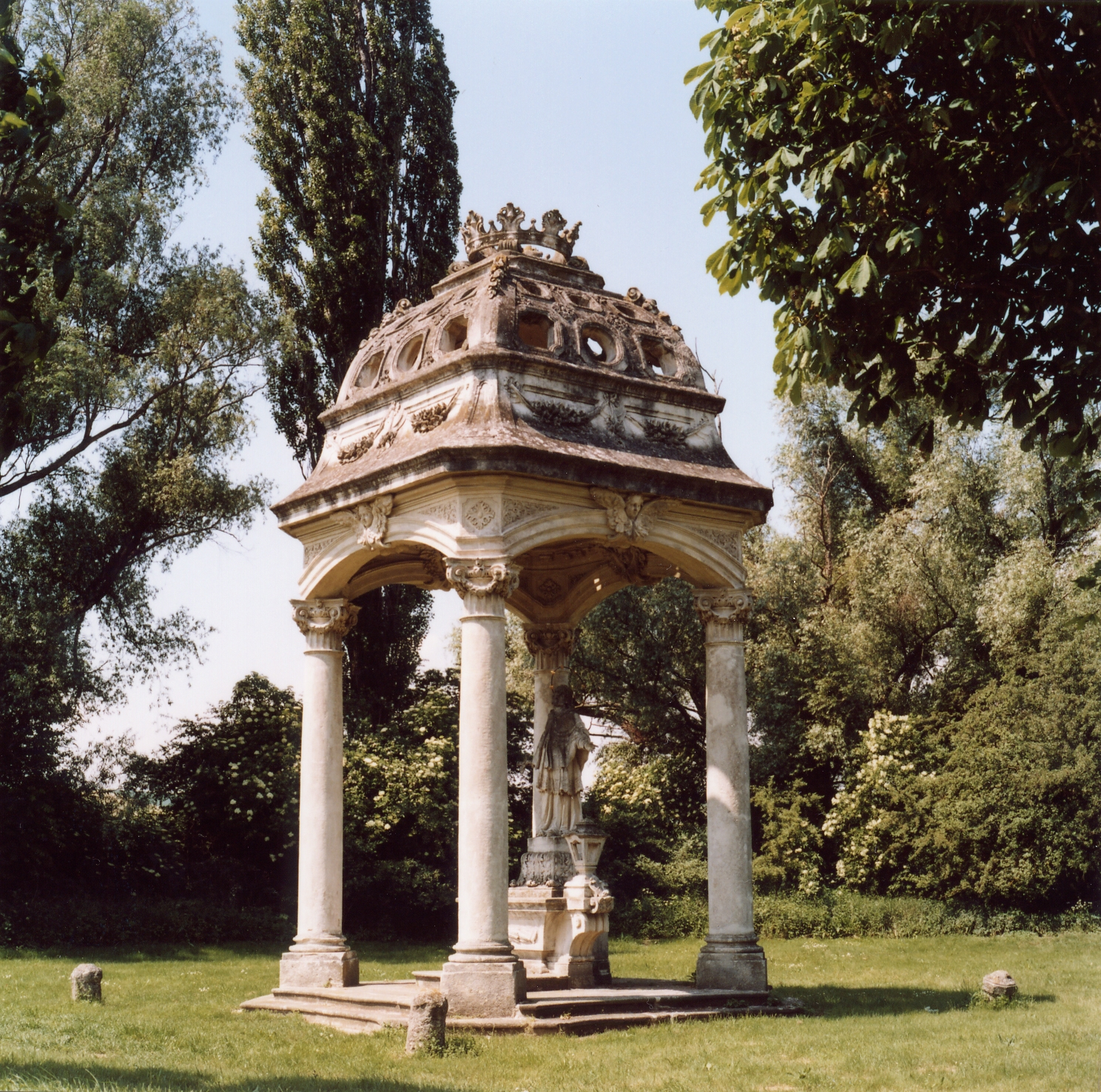
Cappella di san Giovanni Nepomuceno nel castello di Schönborn a Göllersdorf.

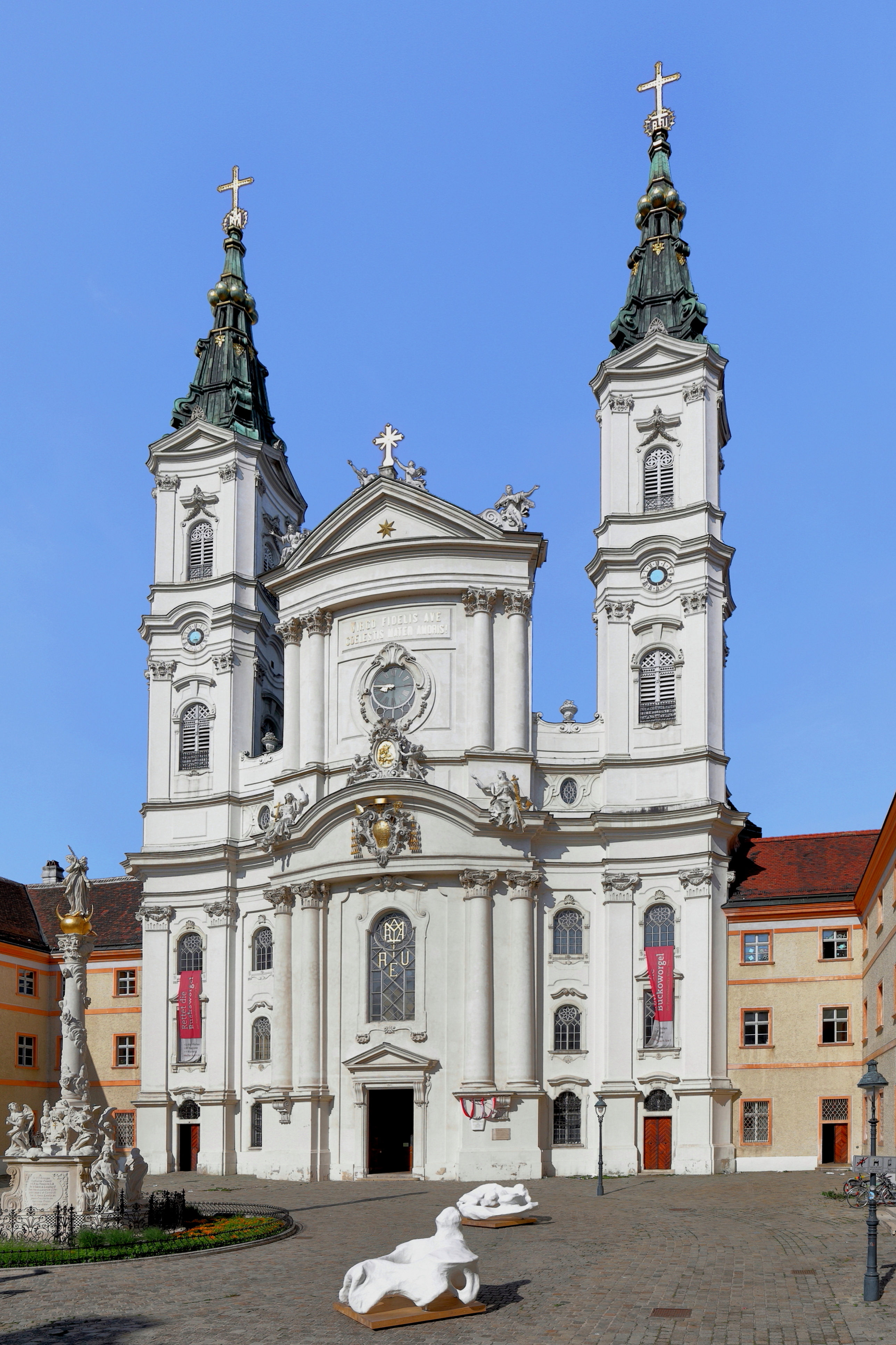
La Basilica Maria Treu di Vienna.

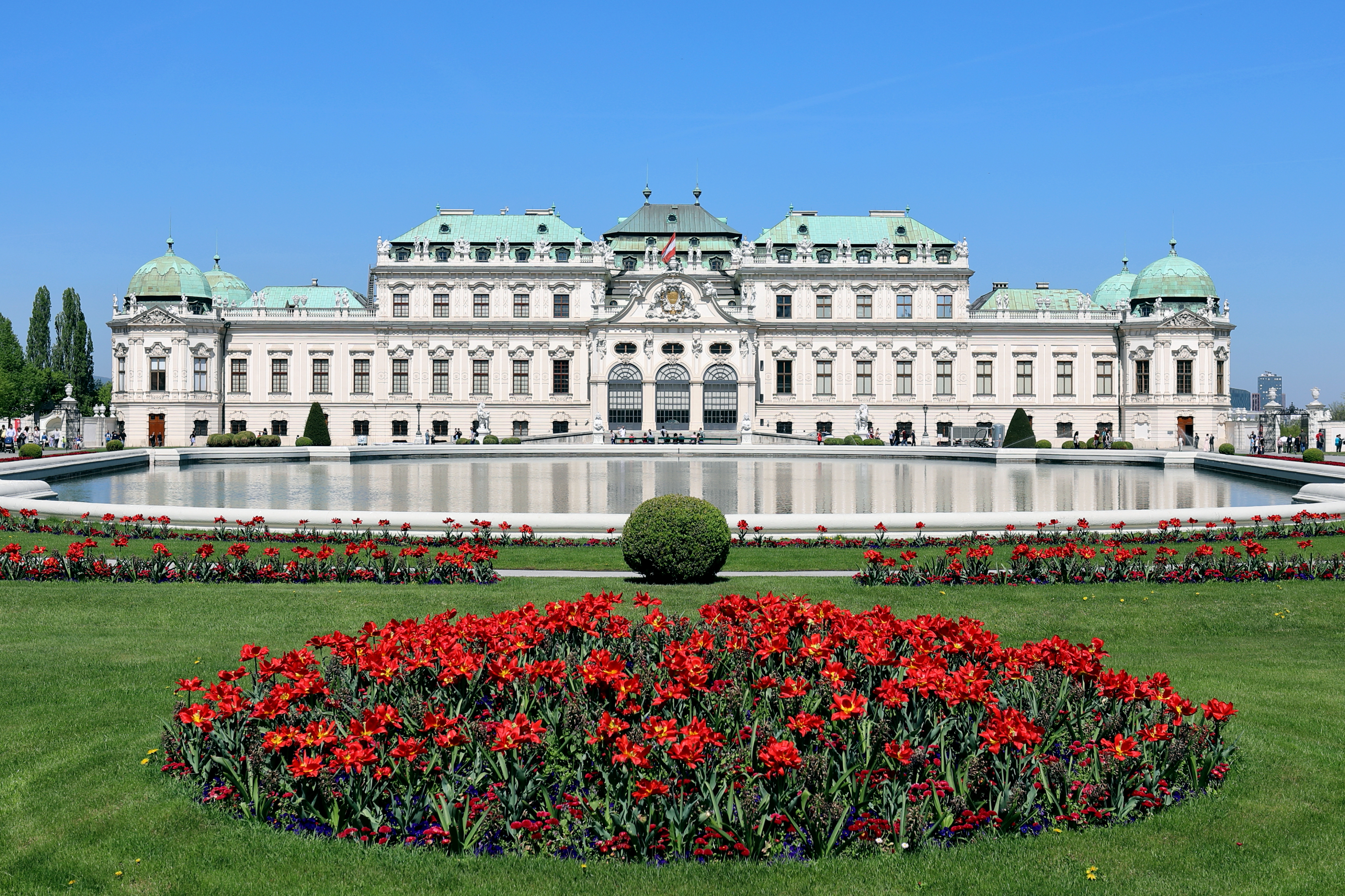
Il Belvedere superiore di Vienna

- Palazzo d'Inverno del Principe Eugenio, Vienna, I distretto, centro della città (1695–1698)
- Palazzo Schwarzenberg, Vienna, III distretto, Landstraße (1697–1723)
- Chiesa di San Lorenzo, Gabel (1699)
- Chiesa di San Pietro, Vienna, I distretto, centro della città (1702) – paternità non accertata con sicurezza
- Villa Savoia di Ráckeve, Ungheria (1701–1702)
- Palazzo Schönburg, Vienna, IV distretto, Wieden (1700–1706), ex Palazzo Starhemberg-Schönburg
- Cappella di Loreto a Rumburk (1704–1709)
- Palazzo Auersperg, Vienna, VII distretto, Josefstadt (1706–1710), costruito in collaborazione con Johann Bernhard Fischer von Erlach
- Castello di Nebilau (1705) (solo i progetti)
- Castello di Prugg, Bruck an der Leitha (1708–1711)
- Fattoria signorile del conte di Mercy, Bruck an der Leitha, (1708)
- Blauer Hof, Bassa Austria (verso il 1710)
- Castello di Schönborn a Göllersdorf, Bassa Austria (1712–1717)
- Palazzo Schönborn (1706–1714), oggi Museo austriaco del folklore
- Palazzo Daun-Kinsky, Vienna, I distretto, centro della città (1713–1726)
- Belvedere inferiore (1714–1716), Vienna, III distretto, Landstraße
- Chiesa parrocchiale di Pottendorf (1714–1717)
- Basilica Maria Treu (1716), Vienna, VIII distretto, Josefsstadt
- Cancelleria segreta (oggi Ufficio federale austriaco della Cancelleria), Vienna, I distretto, centro della città (1717–1719)
- Ex chiesa dell'Ordine teutonico di Santa Croce (oggi chiesa del Seminario di Linz), Linz (1718–1725)
- Piano generale del convento di Göttweig (1719), eretto nel 1738
- Belvedere superiore, Vienna, III distretto, Landstraße (1721–1723)
- Ala della Cancelleria dello Hofburg, Vienna, I distretto, centro della città (1723–1730)
- Chiesa parrocchiale di Aspersdorf (1730)
- Palazzo Harrach di Ungargasse, Vienna, III distretto, Landstraße (1727–1735)
- Cappella del Duomo di San Nicola a Trnava (Slovacchia) (1739–1741)
- Chiesa parrocchiale di Göllersdorf (1740–1741)
- Chiesa-fortezza di Sant'Anna, Slavonski Brod (1743)
- Casa zum Goldenen Adler, Breslavia (1750)
- Castello di Hof (Engelhartstetten), ampliamento di piccolo castello preesistente su commissione di Eugenio di Savoia (dal 1729)
- Castello di Porrau, castello di caccia, oggi casa forestale (1720)
- Castello di Aschach an der Donau (Aschach an der Donau), ricostruzione di opera preesistente (1709/1710)